# Лоу-Мор (Айова)
Лоу-Мор (англ. Low Moor) — місто (англ. city) в США, в окрузі Клінтон штату Айова. Населення — 250 осіб (2020).

## Географія
Лоу-Мор розташований за координатами 41°48′8″ пн. ш. 90°21′15″ зх. д. / 41.80222° пн. ш. 90.35417° зх. д. (41.802344, -90.354213).  За даними Бюро перепису населення США в 2010 році місто мало площу 1,20 км², уся площа — суходіл.

## Демографія
Згідно з переписом 2010 року, у місті мешкало 288 осіб у 117 домогосподарствах у складі 77 родин. Густота населення становила 239 осіб/км².  Було 124 помешкання (103/км²).
Расовий склад населення:
| - 97,6 % — білих - 0,7 % — чорних або афроамериканців |

До двох чи більше рас належало 1,7 %. Частка іспаномовних становила 0,3 % від усіх жителів.
За віковим діапазоном населення розподілялося таким чином: 21,9 % — особи молодші 18 років, 61,8 % — особи у віці 18—64 років, 16,3 % — особи у віці 65 років та старші. Медіана віку мешканця становила 39,6 року. На 100 осіб жіночої статі у місті припадало 114,9 чоловіків;  на 100 жінок у віці від 18 років та старших — 116,3 чоловіків також старших 18 років.
Середній дохід на одне домашнє господарство  становив 59 421 долар США (медіана — 44 167), а середній дохід на одну сім'ю — 68 411 долар (медіана — 60 000). За межею бідності перебувало 12,3 % осіб, у тому числі 23,5 % дітей у віці до 18 років та 2,9 % осіб у віці 65 років та старших.
Цивільне працевлаштоване населення становило 79 осіб. Основні галузі зайнятості: виробництво — 26,6 %, транспорт — 15,2 %, роздрібна торгівля — 12,7 %.